# Gennaro Serra di Cassano
Gennaro Serra di Cassano (Portici, 30 settembre 1772 – Napoli, 20 agosto 1799) è stato un patriota italiano della Repubblica Napoletana del 1799.

## Biografia
Gennaro era figlio del nobile Luigi Serra di Cassano, IV duca di Cassano, e di sua moglie Giulia Carafa. Studiò, insieme al fratello Giuseppe, nel collegio di Sorèze in Francia durante gli avvenimenti rivoluzionari, ai quali i due fratelli aderirono: infatti Giuseppe venne arrestato nel 1795, perché sospettato di aver fatto parte della Società Patriottica Napoletana, e fu liberato solo il 25 luglio del 1798 insieme a Mario Pagano, Ignazio Ciaja ed altri.
Luigi Serra, padre di Gennaro, venne chiamato a far parte della Municipalità, ma rinunciò a favore del figlio maggiore Giuseppe, mentre Gennaro fu nominato capitano nella Guardia Nazionale ed il 25 febbraio 1799 ne divenne Comandante in seconda. Gennaro si interessava di letteratura ed ebbe frequenti rapporti con Eleonora Pimentel.
Gennaro Serra fu tra gli estremi difensori della repubblica guidando, insieme a Flaminio Scala, gli ultimi patrioti alla resistenza contro l'armata sanfedista dal presidio di Capodimonte. Il 20 agosto fu decapitato in piazza del Mercato. Il padre fece chiudere in segno di lutto l'ingresso principale del palazzo di famiglia, che si affacciava sulla via Egiziaca a Pizzofalcone a Napoli; l'ingresso del palazzo, sede dell'Istituto Italiano per gli Studi Filosofici, è quello secondario di via Monte di Dio.
Nell'anno 1999, nel corso di una solenne cerimonia, alla quale presero parte, tra gli altri il Sindaco di Napoli, il Prefetto e numerose altre alte autorità civili e militari, a 200 anni di distanza fu riaperto il portone del Palazzo Serra di Cassano in via Egiziaca a Pizzofalcone in Napoli.

## Genealogia
|                                                            |                                              |                                                      | Genitori                                                |  |  | Nonni |  |  | Bisnonni              |  |  | Trisnonni      |  |
|                                                            |                                              |                                                      |                                                         |  |  |       |  |  | Francesco Maria Serra |  |  | Girolamo Serra |  |
|                                                            |                                              |                                                      |                                                         |  |  |       |  |  | Francesco Maria Serra |  |  | Girolamo Serra |  |
|                                                            |                                              | Bianca Cattaneo della Volta                          |                                                         |  |  |       |  |  | Francesco Maria Serra |  |  |                |  |
| Giuseppe Serra                                             |                                              |                                                      |                                                         |  |  |       |  |  | Francesco Maria Serra |  |  |                |  |
|                                                            |                                              | Laura Negrone, II contessa di Monterubiaglio         | Giovanni Battista Negrone, I conte di Monterubiaglio    |  |  |       |  |  |                       |  |  |                |  |
|                                                            |                                              | Laura Negrone, II contessa di Monterubiaglio         | Giovanni Battista Negrone, I conte di Monterubiaglio    |  |  |       |  |  |                       |  |  |                |  |
|                                                            |                                              | Laura Negrone, II contessa di Monterubiaglio         | Teresa Fieschi                                          |  |  |       |  |  |                       |  |  |                |  |
| Luigi Serra di Cassano, IV duca di Cassano                 |                                              | Laura Negrone, II contessa di Monterubiaglio         |                                                         |  |  |       |  |  |                       |  |  |                |  |
|                                                            |                                              | Giuseppe Serra di Cassano, II duca di Cassano        | Francesco Serra                                         |  |  |       |  |  |                       |  |  |                |  |
|                                                            |                                              | Giuseppe Serra di Cassano, II duca di Cassano        | Francesco Serra                                         |  |  |       |  |  |                       |  |  |                |  |
|                                                            |                                              | Giuseppe Serra di Cassano, II duca di Cassano        | Laura Maria Anna Doria                                  |  |  |       |  |  |                       |  |  |                |  |
| Laura Serra di Cassano, III duchessa di Cassano            |                                              | Giuseppe Serra di Cassano, II duca di Cassano        |                                                         |  |  |       |  |  |                       |  |  |                |  |
|                                                            |                                              | Maria Rosa Caracciolo Pisquizi                       | Francesco Maria Caracciolo Pisquizi, IX duca di Martina |  |  |       |  |  |                       |  |  |                |  |
|                                                            |                                              | Maria Rosa Caracciolo Pisquizi                       | Francesco Maria Caracciolo Pisquizi, IX duca di Martina |  |  |       |  |  |                       |  |  |                |  |
|                                                            |                                              | Maria Rosa Caracciolo Pisquizi                       | Eleonora Caetani dell'Aquila                            |  |  |       |  |  |                       |  |  |                |  |
| Gennaro Serra di Cassano                                   |                                              | Maria Rosa Caracciolo Pisquizi                       |                                                         |  |  |       |  |  |                       |  |  |                |  |
|                                                            | Vincenzo III Carafa, VI principe di Roccella | Giuseppe Carafa, II duca di Bruzzano                 |                                                         |  |  |       |  |  |                       |  |  |                |  |
|                                                            | Vincenzo III Carafa, VI principe di Roccella | Giuseppe Carafa, II duca di Bruzzano                 |                                                         |  |  |       |  |  |                       |  |  |                |  |
|                                                            | Vincenzo III Carafa, VI principe di Roccella | Antonia di Sangro                                    |                                                         |  |  |       |  |  |                       |  |  |                |  |
| Gennaro I Carafa Cantelmo Stuart, VII principe di Roccella | Vincenzo III Carafa, VI principe di Roccella |                                                      |                                                         |  |  |       |  |  |                       |  |  |                |  |
|                                                            |                                              | Ippolita Cantelmo Stuart                             | Giuseppe Cantelmo Stuart, I principe di Pettorano       |  |  |       |  |  |                       |  |  |                |  |
|                                                            |                                              | Ippolita Cantelmo Stuart                             | Giuseppe Cantelmo Stuart, I principe di Pettorano       |  |  |       |  |  |                       |  |  |                |  |
|                                                            |                                              | Ippolita Cantelmo Stuart                             | Diana Caetani dell'Aquila d'Aragona                     |  |  |       |  |  |                       |  |  |                |  |
| Giulia Carafa Cantelmo Stuart                              |                                              | Ippolita Cantelmo Stuart                             |                                                         |  |  |       |  |  |                       |  |  |                |  |
|                                                            |                                              | Gerardo Carafa, VI duca di Forli                     | Ettore Carafa, V duca di Forli                          |  |  |       |  |  |                       |  |  |                |  |
|                                                            |                                              | Gerardo Carafa, VI duca di Forli                     | Ettore Carafa, V duca di Forli                          |  |  |       |  |  |                       |  |  |                |  |
|                                                            |                                              | Gerardo Carafa, VI duca di Forli                     | Teresa Firrao                                           |  |  |       |  |  |                       |  |  |                |  |
| Teresa Carafa, VII duchessa di Forli                       |                                              | Gerardo Carafa, VI duca di Forli                     |                                                         |  |  |       |  |  |                       |  |  |                |  |
|                                                            |                                              | Ippolita Carafa della Stadera, II duchessa di Chiusa | Domenico Carafa della Stadera, I duca di Chiusa         |  |  |       |  |  |                       |  |  |                |  |
|                                                            |                                              | Ippolita Carafa della Stadera, II duchessa di Chiusa | Domenico Carafa della Stadera, I duca di Chiusa         |  |  |       |  |  |                       |  |  |                |  |
|                                                            |                                              | Ippolita Carafa della Stadera, II duchessa di Chiusa | Giulia Maria Caracciolo Pisquizi                        |  |  |       |  |  |                       |  |  |                |  |
|                                                            |                                              | Ippolita Carafa della Stadera, II duchessa di Chiusa |                                                         |  |  |       |  |  |                       |  |  |                |  |